# ロマ・トニオロ
ロマ・トニオロ（Roma Toniolo、1989年11月28日 - ）は、おもに日本で活躍するフランス人のモデル、タレント、元フィギュアスケート選手、元ヘアメイクアーティスト。身長186cm。フランス・トゥールーズ出身。

## 概要
- 15歳からフランスの大手モデル事務所に所属、ファッションモデルとして活動するかたわら、プロフィギュアスケート選手としても活動。8歳から13年間スケートを続けていた。
- 高校卒業後はトータルビューティーの学校へ進学し、ヘアメイクアーティストの資格を取得。在学中にはフランスのテレビ番組『M6 Boutique & Co』に、メイクアップアーティストとして出演した。
- 2013年、旅の途中で訪れた日本に運命を感じ、その後10回以上の来日を重ね、2015年に日本への移住を決意。日本の文化、特にはんこに興味を持ち、テレビ東京の人気番組『YOUは何しに日本へ?』での取材がきっかけで、「ハンコ大好きYOU」として一躍脚光を浴びることとなった。
- 2016年10月1日から、ロマ君プロデュース「ロマの夢」印鑑セット発売。
- 2017年10月現在、ハンコ（スタンプを含む）所有数は106個。
- 2020年10月　株式会社ラパン・エンターテインメント 設立

## 人物
- お気に入りの日本語は「桜」と「兎」で、自分のはんこの意匠にも使っている。
- 名前を漢字で書く時は「兎弐桜路 浪漫」と書く。
- 好きな日本の食べ物は、フグ、味噌汁、刺身、マグロ。
- 好きなものはプリクラ、J-POP、日本庭園、カメラ。
- 現在、日本語を勉強している。
- 特技はカラオケ、ダンス、体操、フィギュアスケート、オペラ・バリトン。

## 出演

### テレビ
- YOUは何しに日本へ?（テレビ東京）
- ピラメキーノ640（テレビ東京）
- 昼のセント酒 最終話（2016年、テレビ東京） - トム 役
- 孤独のグルメ Season6 第6話 （2017年5月13日、テレビ東京） - ミシェル 役
- Friend-Ship Project 初恋 △トライアングル〜あのコは何でニッポンに？〜（2016年、テレビ東京）
- しまじろうのわお!（テレビせとうち・テレビ東京）
- TOKYO EYE 2020(NHKワールドTV）

### 映画
- 鎧武外伝シリーズ〜仮面ライダーデューク/仮面ライダーナックル（2015年、東映）
- 暗殺教室〜卒業編〜（2015年、東宝）
- コンフィデンスマンJP〜プリンセス編〜（2020年、東宝）

### 舞台
- ミュージカル『新テニスの王子様』The Third Stage（2023年）エドガー・ドラクロワ 役[1]

### CM・広告
- SHOPLIST（テレビCM）
- プレミアムアウトレット（テレビCM）
- スマート印刷（広告）
- サントリー「SUNTORY Home Made STYLE」（WEB広告）
- サカゼン2015-2016 IMPORT
- 印鑑セレクトショップ「実印丸冨」

- ハンコヤドットコム（2020年2月 - ） - ハンコ王子名義。共演は遠藤憲一、みうらじゅん[2]

### MV
- SID「漂流」
- The BONEZ「To a person that may save someone」(Teaser)
- Czecho No Republic 「Electric GirlE」
- all at once「JUST BELIEVE YOU」
- SHISHAMO「狙うは君のど真ん中」
- ブレンド・A「ぼなぺてぃーと♡Ｓ」[3]

### 雑誌
- 懸賞なび
- Hanako
- ViVi
- 女性セブン
- るるぶ東京'17
- 散歩の達人
- ザテレビジョン
- Bun2
- 現代宇印章

### その他
- LINE LIVE「さしめしびと」捜索隊！〜芸能人とテレ東で「さしめし」〜（レポーター）
- BRAMA STORI
- THE GENTS TOKYO 2016 Look Book
- Onitsuka Tiger 2016 Spring / Summer
- MY FIRST STORY 4thアルバム「ANTITHESE」CD ジャケット
- フェロ☆メン 1stアルバム『MAGIC MIRROR』
- Princess one Spoon TOKYO 1周年特別イベント
- ニコニコ超会議2016　超テレ東ブース
- 「あんさんぶるスターズ！」新CM発表会
- 「AnimeJapan 2016」アニプレックスブース
- 乙女の手紙パーティー in KITTE名古屋
- 春のメッセージフェスタ in THANKS KITTE
- 乙女の手紙パーティー in KITTE
- アトレ亀戸　うわさのハンコ王子「ロマくん」とバレンタ印(イン)?リターンズ!
- アトレ亀戸 a+PROJECT バレンタ印
- ニコニコ超会議2016　超テレ東ブース
- あんさんぶるスターズ！新CM発表会
- 映画最高の花婿トーク試写会
- UNITED DANKS HAIR SHOW 2016
- HUMAN magic PARTY @渋谷PARCO
- 東京ゲームショウ2015
- 東京モーターショー2015
- 池袋PARCO　クリスマスイベント
- cocoloni PROLO 「ハンコ王子・ロマくんのジュテームニッポン「教えて！姓名鑑定」～僕は漢字に夢中～」連載コラム
- ほぼ日刊イトイ新聞　インタビュー
- My Littel Box 3月号　インタビュー
- 株式会社ザッパラス 占URANAI FESTIVAL 2017 SUMMER